# Оромо (блюдо)
Оромо́ (кирг. оромо «рулет») — мучное блюдо алтайской, киргизской, казахской и узбекской кухонь; рулет из теста с начинкой из мелко нарезанного мяса (иногда фарша) и/или овощей (картофель, тыква и др.), приготовленный на пару в манты-каскане (мантоварке — специальной пароварке, получившей своё название от блюда манты).

## Приготовление
Из пресного теста раскатываются большие сочни, смазываются маслом, посыпаются фаршем и заворачиваются в рулет. Получившийся рулет кольцом укладывают в манты-каскан и готовят на пару. В состав начинки оромо, в зависимости от рецепта, входят: мясо, лук, курдючный жир, картофель, тыква, зелень, крупа (прежде всего рис), специи.